# Guntersdorf (Herrschaft)
Die Herrschaft Guntersdorf war eine Grundherrschaft im Viertel unter dem Manhartsberg im Erzherzogtum Österreich unter der Enns, dem heutigen Niederösterreich.

## Ausdehnung
Die Herrschaft umfasste zuletzt die Ortsobrigkeit über Guntersdorf, Schöngraben, Großnondorf, Watzelsdorf, Kalladorf sowie einige zerstreute Untertanen. Der Sitz der Verwaltung befand sich im Schloss Guntersdorf.

## Geschichte
Laut Kaufvertrag vom Dezember 1717 veräußerte Karl Anton Graf von Serenyi die Herrschaft an Johann Rudolf Freiherrn von Ludwigsdorff. Der Kauf inkludierte weiters den Maierhof, das Brauhaus, dazu Zier- und Obstgärten, 620 Joch Ackerland, Wiesen, Weingärten und Wälder, sowie die Untertanen in Guntersdorf, Schöngrabern, Großnondorf, Grund, Watzelsdorf, Kalladorf, Obersteinabrunn und Wullersdorf mit allen ihren Abgaben, wie Haus- und Überländdienste, Wein- und Körnerzehent, Taz und Ungeld, sowie die Einkünfte aus dem Landgericht, das die Gerichtsbarkeit über 850 Häuser ausübte. Der Kaufpreis betrug 236.000 Gulden. Letzter Inhaber der Fideikommissherrschaft war Karl Freiherr von Ludwigsdorff, bevor diese infolge der Reformen 1848/1849 aufgelöst wurde.